# Mirsad
Mirsad je moško osebno ime.

## Izvor imena
Mirsad je lahko različica muslimanskega imena Mersad, ki izhaja iz arabskega imena Märtäd s pomenom »deražljiv, plemenit človek; lev«. Po drugi razlagi pa je pa je Mirsad različica muslimanskega imena Mirzad v pomenu »kraljevič; princ«. Ime Mirzad  je zloženo iz perzijskih besed mîr v pomenu besede »vladar; poveljnik« in zâde »otrok; sin; potomec«.

## Različice imena
- moške različice imena: Mersad, Mirsat, Mirso, Mirzad
- ženske različice imena: Mirsada, Mirsa, Mirsad, Mirsade, Mirsadeta,
- sorodna imena: Mirza, Mirzet, Mirzo

## Pogostost imena
Po podatkih Statističnega urada Republike Slovenije je bilo na dan 31. decembra 2007 v Sloveniji število moških oseb z imenom Mirsad: 746. Med vsemi moškimi imeni pa je ime Mirsad po pogostosti uporabe uvrščeno na 194. mesto.